# Mycale tenuisinuousitylostyla
Mycale tenuisinuousitylostyla är en svampdjursart som beskrevs av Kazuo Hoshino 1981. Mycale tenuisinuousitylostyla ingår i släktet Mycale och familjen Mycalidae. Inga underarter finns listade i Catalogue of Life.